# 詹姆斯·華萊士
詹姆斯·華萊士（英語：James Wallace；1991年12月19日—）是一位英格蘭足球運動員。在場上的位置是中場。他現在效力於英格蘭足球甲級聯賽球隊謝菲爾德聯足球俱樂部。

## 外部連結
- 足球数据库：詹姆斯·華萊士的球员统计数据
- 詹姆斯·華萊士－UEFA國際賽競賽紀錄